# جليعة (ملاثاني)
جلیعة (بالفارسية: جلیعه) هي منطقة سكنية تقع في إيران في قسم ملاثاني الريفي. يقدر عدد سكانها بـ 389 نسمة بحسب إحصاء 2016.